# David Chocarro
David Chocarro (Buenos Aires, Argentína, 1980. április 5. –) argentin színész és modell.

## Élete és pályafutása
1980. április 5-én született Buenos Airesben. Édesapja, Daniel Chocarro, színész; édesanyja softballedző. Két testvére van: Augusto és Merlina. A három testvér közül David a legfiatalabb. 
Karrierjét baseballjátékosként kezdte. Venezuelai és argentin csapatban játszott. Ezután modellként dolgozott. Olyan márkákat népszerűsített, mint a Gatorade, a Panasonic, a Gillette, a Bacardi és a Coca Cola. Első televíziós szerepét a Kiebre című sorozatban kapta. 2007-ben a Televisa-nál kezdett el dolgozni. 2010-ben a Telemundóval kötött szerződést. Először az Alguien te mira című telenovellában Benjamín Morandét alakította. Ezt követően, 2011-ben, az Aurorában megkapta Christian szerepét. Az Aurora után kettős szerepet kapott a Zárt ajtók mögöttben. 2012-ben megkapta első főszerepét a Telemundonál. Martín Méndezt alakította az El rostro de la venganzában. Az utolsó részben együtt játszott kislányával, Allegrával.

## Magánélete
Felesége Carolina Laursen, argentin színésznő. 2009. november 25-én született meg első gyermekük, Allegra. 2011. december 21-én született meg második kislányuk, Brigitta.

### Telenovellák
| Év        | Eredeti Cím               | Cím               | Szerep                                                                                     | Magyar hang     |
| --------- | ------------------------- | ----------------- | ------------------------------------------------------------------------------------------ | --------------- |
| 2002      | Kiebre                    |                   |                                                                                            |                 |
| 2005      | Floricienta               | Csacska angyal    |                                                                                            |                 |
| 2006      | Alma pirata               |                   |                                                                                            |                 |
| 2006      | Sos mi vida               | Te vagy az életem |                                                                                            |                 |
| 2007      | Amor mío                  |                   |                                                                                            |                 |
| 2008      | Casi Ángeles              |                   | Matt                                                                                       |                 |
| 2009      | Los exitosos Pérez        |                   | Nacho                                                                                      |                 |
| 2010      | Los exitosos Pells        |                   |                                                                                            |                 |
| 2010      | Alguien te mira           |                   | Benjamín Morandé                                                                           |                 |
| 2011      | Aurora                    |                   | Christian Santana                                                                          |                 |
| 2011      | La Casa de al Lado        | Zárt ajtók mögött | Adolfo Acosta Errázuriz/Ismael Mora Vergara és Leonardo Acosta Errázuriz/Iván Mora Vergara | Markovics Tamás |
| 2012-2013 | El rostro de la venganza  | Utolsó vérig      | Martín Méndez / Diego Mercader 'El Niño Monstruo'                                          | Varga Gábor     |
| 2014      | En otra piel              |                   | Diego Ochoa                                                                                |                 |
| 2014      | Villa paraiso             |                   |                                                                                            |                 |
| 2016-2017 | La Doña                   | A végzet asszonya | Saúl Aguirre                                                                               | Király Attila   |
| 2018      | El Recluso                |                   | Juan Pablo 'Santito'                                                                       |                 |
| 2020-2021 | 100 días para enamorarnos |                   | Emiliano León                                                                              |                 |
| 2023      | Triada                    |                   | Humberto                                                                                   |                 |
| 2023      | Las pelotaris 1926        |                   | Alejandro                                                                                  |                 |

## Fordítás
- Ez a szócikk részben vagy egészben  a   David Chocarro című spanyol Wikipédia-szócikk fordításán alapul.  Az eredeti cikk szerkesztőit annak laptörténete sorolja fel. Ez a jelzés csupán a megfogalmazás eredetét és a szerzői jogokat jelzi, nem szolgál a cikkben szereplő információk forrásmegjelöléseként.